# دیوید فاچین
دیوید فاچین (انگلیسی: Davide Facchin؛ زادهٔ ۲۹ آوریل ۱۹۸۷) بازیکن فوتبال اهل ایتالیا است.
از باشگاه‌هایی که در آن بازی کرده‌است می‌توان به باشگاه فوتبال پادوا، باشگاه فوتبال رجینا، البیا کالچو ۱۹۰۵، و باشگاه فوتبال آ.ث. میلان اشاره کرد.